# Club fermă

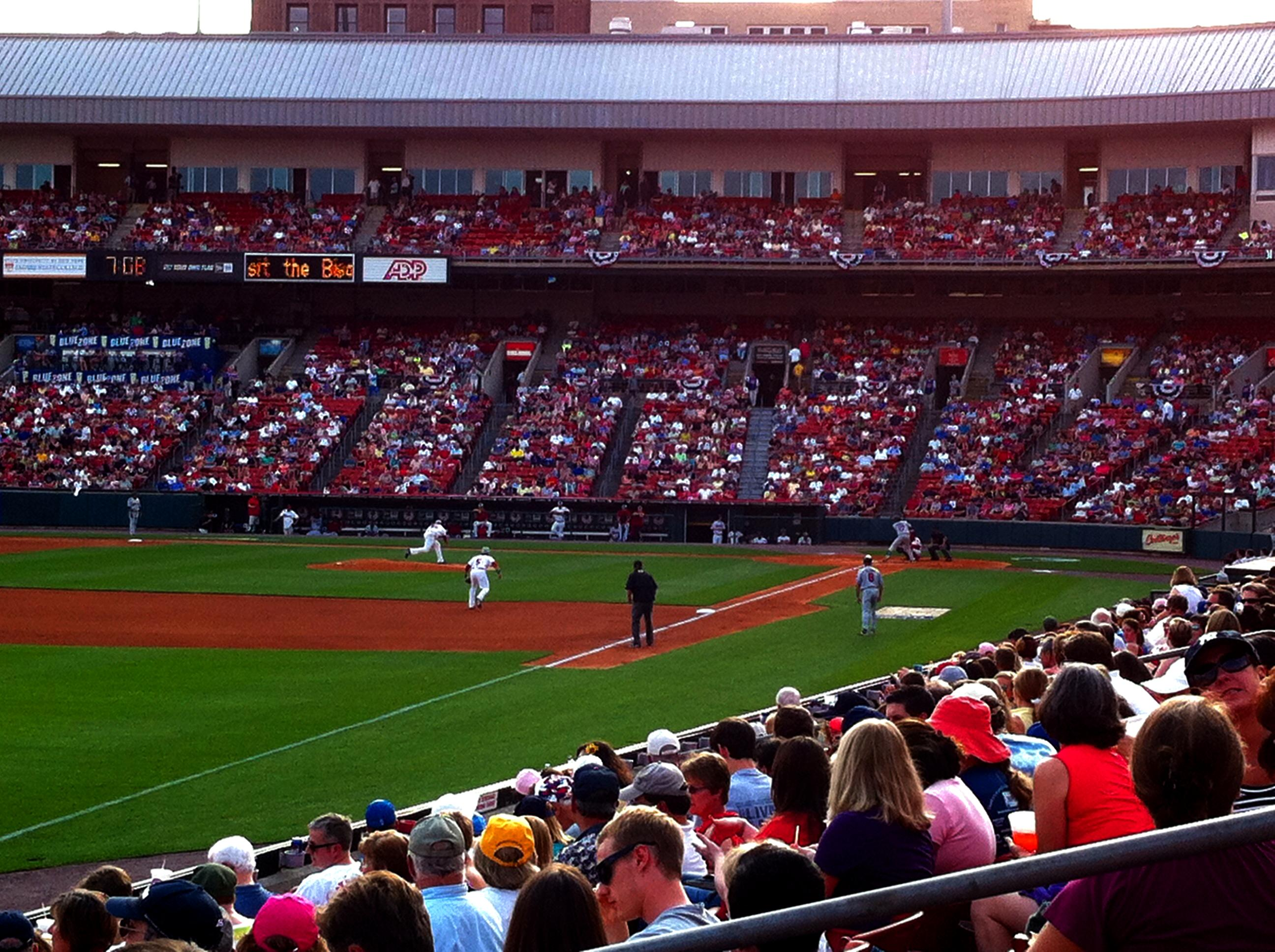
Buffalo Bisons sunt o echipă de fermă a Toronto Blue Jays.

În sporturi, o „echipă de fermă” (denumită și „sistem de fermă”, „sistem de dezvoltare”, „echipă alimentară” sau „club de pepinieră”) este, în general, o echipă sau un club al cărui rol este de a oferi experiență și antrenament pentru orice jucător de succes, la un nivel mai înalt punct, de obicei într-o asociere cu o echipă de părinți de nivel major. Acest sistem poate fi implementat în multe moduri, atât formal, cât și informal. Nu trebuie confundat cu o echipă de antrenament, care îndeplinește un scop de dezvoltare similar, dar jucătorii din echipa de antrenament sunt membri ai echipei părinte.

## Echipe de fermă contractate

### Baseball
În Statele Unite ale Americii și Canada, echipele Ligii minore de baseball operează în baza unor contracte de franciză stricte cu omologii lor din ligă majoră. Deși marea majoritate a acestor echipe sunt proprietate privată și, prin urmare, pot schimba afilierea, acei jucători sub contract cu echipa afiliată Major League Baseball sunt sub controlul lor exclusiv și s-ar muta la noul afiliat al clubului MLB. Nu toți jucătorii dintr-o echipă de ligă minoră sunt sub contract cu clubul MLB; cu toate acestea, clubul-mamă are dreptul exclusiv de a „cumpăra” contractul unui jucător fără contract de la afiliatul său.
Echipele din ligii minore sunt de obicei bazate în orașe mai mici (deși New York Mets au un afiliat de ligi minore de nivel scăzut, de fapt, cu sediul în altă parte din New York City), iar jucătorii care sunt contractați cu ei, spre deosebire de jucătorii din ligii majore trimiși la acest nivel pentru reabilitare sau alte misiuni de dezvoltare profesională, sunt de obicei mai puțin plătiți decât omologul lor major.
Majoritatea jucătorilor din ligile majore își încep cariera urcând în sistemul ligii minore, de la cea mai mică (începător) la cea mai înaltă (AAA), cu rare excepții, de obicei, jucătorii care au semnat de la Nippon Professional Baseball. De la eliminarea regula bonusului, doar un număr foarte mic de jucători amatori au intrat direct în MLB, inclusiv John Olerud, Jim Abbott și Dave Winfield. Procesul în care un jucător își face drum în ligile minore este denumit oficial de majoritatea echipelor MLB „dezvoltarea jucătorilor”. Cu toate acestea, afiliații ligii minore sunt adesea denumiți în mod informal ca „echipe de fermă” și ghinionul unui jucător din liga majoră de a fi trimis înapoi la minori este uneori descris ca fiind „în afara fermei”.
Sistemul de fermă așa cum este recunoscut astăzi a fost inventat de Branch Rickey, care – în calitate de manager de teren, director general și președinte de club – a contribuit la construirea Sf. Dinastia Louis Cardinals în anii 1920, 1930 și 1940. Când Rickey s-a alăturat echipei în 1917, jucătorii erau de obicei achiziționați de echipe din ligii majore de la cluburi independente, de nivel înalt din ligii minore.
Rickey, un înțelept judecător al talentelor, a devenit frustrat când jucătorii de la nivelurile A și AA pe care acceptase să-i cumpere au fost în schimb licitați și vânduți de acele cluburi independente rivalilor mai bogați. Cu sprijinul cardinalului proprietar Sam Breadon, Rickey a conceput un plan prin care St. Louis își va cumpăra și controla propriile echipe din ligii minore de la Clasa D la Clasa AA (cel mai înalt nivel la acea vreme), permițându-le astfel să promoveze sau să retrogradeze jucători pe măsură ce se dezvoltau și să-și „dezvolte” propriul talent.
Conducta de talente a început la taberele de încercare pe care cercetași din St. Louis le-au desfășurat în S.U.A. „Din cantitate vine calitatea”, a observat odată Rickey și, în anii 1930, cu până la 40 de echipe de fermă deținute sau afiliate, Cardinalii controlau destinele a sute de jucători în fiecare an. (Clauza de rezervă îi lega apoi pe jucători de echipele lor pe perpetuitate.)
Cardinalii au câștigat nouă fanioane din Liga Națională și șase campionate din Seria Mondială între 1926 și 1946, dovedind eficiența conceptului de sistem de fermă. Într-adevăr, al doilea club care a îmbrățișat pe deplin un astfel de sistem, New York Yankees, l-a folosit pentru a-și susține dinastia de la mijlocul anilor 1930 până la mijlocul anilor 1960. Când Rickey s-a mutat la Brooklyn Dodgers ca președinte și director general în 1943, el a construit acolo un sistem ferm de mare succes și după sfârșitul celui de-al Doilea Război Mondial]. Echipele care au ignorat sistemul de fermă în anii 1930 și începutul anilor 1940 (cum ar fi Philadelphia A's și Phillies și [[Istoria senatorilor de la Washington (1901-1960)] s-au simțit cu greu pe senatori.
Existența sistemului de ligi minore se datorează în parte capacității MLB de a include o clauză de rezervă în contractele sale cu jucătorii din ligii minore, care conferă echipei din ligii majore drepturi exclusive asupra unui jucător chiar și după expirarea contractului. Într-o decizie emblematică din 1922 a Curtea Supremă, Federal Baseball Club v. National League, baseballului i sa acordat o imunitate specială față de legile antitrust. În ciuda apariției agenției libere în 1976, care i-a determinat pe mulți să prezică dispariția sistemului de fermă, acesta rămâne încă o componentă puternică a unei strategii de baseball câștigătoare. În sistemul actual de ligi minore (de la ultima reorganizare din 2021), fiecare dintre cele treizeci de echipe din ligii majore are patru echipe afiliate din ligii minore.

### Hochei pe gheață

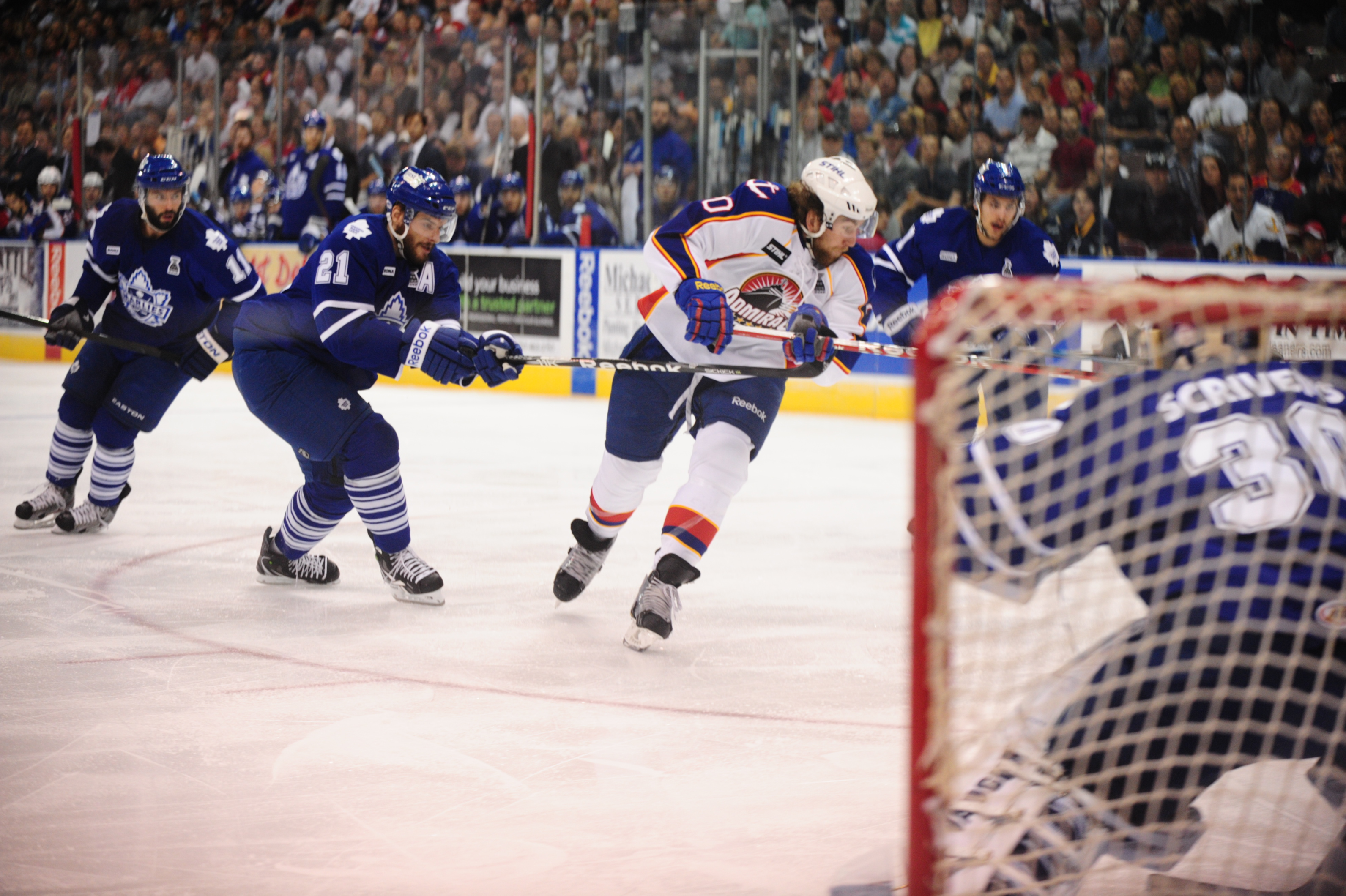
Un meci între două echipe din Liga Americană de Hochei. Echipele AHL sunt afiliate cu o franciză National Hockey League și servesc ca echipe ferme ale lor.

Echipele Ligii Naționale de Hochei au, de asemenea, propriile echipe de fermă în Liga Americană de Hochei (AHL). De exemplu, Cleveland Monsters sunt echipa fermei pentru Columbus Blue Jackets. În plus, echipele NHL au afiliați în ECHL, deși termenii celui mai recent CBA (a expirat în 2012) le-au interzis jucătorilor ECHL să fie rechemați în NHL sau să fie trimiși mai întâi în acea ligă AHL; astfel, echipele ECHL sunt de facto afiliate la echipa fermă a partenerului NHL respectiv în AHL. Deși unele francize NHL își dețin afiliații AHL și/sau ECHL, multe francize AHL și ECHL sunt deținute independent, cu legături cu francizele NHL realizate prin contracte de afiliere.
Spre deosebire de baseball, nu toți jucătorii de pe listele echipelor din ligii minore sunt deținute de o echipă NHL. Sistemul AHL recunoaște două tipuri de contracte: contractul bidirecțional (în general, cel mai comun dintre potențialii NHL), în care jucătorii pot fi trimiși înainte și înapoi între NHL și AHL după bunul plac și contractul standard, care leagă jucătorul de AHL. Echipele NHL au drepturi de negociere asupra jucătorilor AHL din listele cluburilor lor agricole și pot trece un jucător la un contract cu două sensuri dacă doresc acest lucru. Jucătorii pot fi, de asemenea, trimiși în AHL prin sistemul waivers; dacă un jucător nu este revendicat de nicio echipă atunci când este plasat în derogări, el este repartizat implicit clubului AHL al echipei anterioare.

## Fotbal

### Echipe interne de alimentare
În multe cluburi vor exista echipe interne feeder. Acestea pot fi echipe cu restricții de vârstă, cum ar fi o echipă „Under-18” sau o echipă „A”. De exemplu, în fotbalul de asociație internațional, echipele naționale operează și echipe de tineret - vezi Echipa națională de fotbal sub 21 de ani a Angliei, de exemplu.
În Statele Unite, unele echipe din Major League Soccer aveau anterior echipe de rezerve în MLS Reserve League. Mai târziu, toate echipele au fost obligate să introducă o echipă de rezervă sau un afiliat într-o ligă profesionistă operată de United Soccer League — fie Campionat USL, care ocupă al doilea nivel al sistemului ligii de fotbal din Statele Unite ale Americii, fie USL League One, una dintre cele două ligi care aveau apoi statutul de al treilea nivel. Această cerință nu a fost niciodată aplicată cu strictețe.
În 2022, MLS își va relansa liga de rezervă ca MLS Next Pro, care ocupă al treilea nivel alături de USL League One și National Independent Soccer Association. Primul sezon Next Pro va prezenta 21 de echipe, toate cu excepția una sunt echipe de rezervă MLS, majoritatea fiind retrase din sistemul USL înainte de înființarea noii ligi. Toate echipele de rezervă rămase din MLS vor fi retrase din sistemul USL după sezonul 2022 pentru a se alătura Next Pro.
În multe sporturi, aceste echipe feeder vor concura în propriile ligi, deși în unele cazuri concurează cu alte „echipe complete” la un nivel inferior.
În unele țări, cum ar fi Noua Zeelandă, echipele majore sunt organizate ca francize regionale, iar cluburile locale din aceste regiuni devin cluburi de alimentare automate pentru aceste echipe regionale.

### Acorduri interne și transfrontaliere
De asemenea, devine din ce în ce mai obișnuit ca cluburile de fotbal să încheie acorduri oficiale cu alte cluburi cu care inițial nu aveau nicio legătură. Conexiunea feeder/parent club ar putea avea multe funcții și poate fi foarte benefică atât pentru feeder, cât și pentru clubul părinte. Pentru cluburile mai mari, este obișnuit să se încheie acorduri cu cluburile minore din zonă. Echipele mai mici pot oferi echipei mai mari (clubul părinte) tinere talente, iar clubul-mamă are posibilitatea de a-și trimite tinerii jucători împrumuți la aceste echipe („to farm out”).
Pe lângă conexiunea locală, este din ce în ce mai obișnuit ca echipele să aibă cluburi feeder în alte regiuni ale țării sau în alte națiuni, pentru a dobândi cunoștințe suplimentare. Cluburile proeminente din Europaan fac adesea acorduri intercontinentale cu alte cluburi din același motiv. AFC Ajax are, de exemplu, o legătură cu echipa Africii de Sudn Ajax Cape Town, Manchester United au o legătură cu echipa Australian Wollongong Wolves și echipa belgiană Royal Antwerp și Royal Antwerp, și în Lithuania i-au împrumutat mulți dintre jucătorii mai tineri echipei lor mamă din Scoția, Heart of Midlothian, în speranța de a le asigura o înțelegere la un club mai mare în viitor. A avea un club alimentator în țările bogate, unde fotbalul câștigă treptat o reputație mai bună, s-a dovedit, de asemenea, a fi foarte benefic. Țări precum Statele Unite, Canada, Japonia, China și Coreea de Sud sunt exemple bune. Alternativ, unele cluburi din Uniunea Europeană au folosit echipe feeder pentru a semna jucători din afara UE și apoi a-i naturaliza într-o țară din UE, pentru a depăși reglementările privind vizele, de exemplu echipa engleză Liverpool F.C. are un acord cu partea belgiană KRC Genk.